# 狂った果実 (1981年の映画)
『狂った果実』（くるったかじつ）は1981年4月24日公開の日本映画。カラー、シネマスコープ。上映時間85分。にっかつロマンポルノの一作。R-18指定。

## 概要
アリスの同名ヒット曲から着想を得て撮り上げた青春映画。根岸吉太郎監督のにっかつロマンポルノ時代を代表する秀作。蜷川有紀が第3回ヨコハマ映画祭最優秀新人賞受賞。

## ストーリー
昼はガソリンスタンド、夜は大沢修造が経営する暴力バー『パラダイス』に勤める佐川哲夫。神主の息子でジョギングが趣味。料理の腕もあり鯉こくが得意である。ボクシングの道を断念した大沢は来客に不当な高額料金を請求し、サラリーマンの田中繁雄を暴行、脅迫し、金品を強奪するという犯罪まがいの行為を繰り返していた。ある日、哲夫は仕事中、スタンドに来店した森千加とひょんなことから知り合う。奔放な千加は義父の東野保彦と不倫関係にあった。哲夫は大沢とホステスの花田春恵の結婚の祝言を頼まれた帰り、マスターベーションをしているところを千加に目撃される。千加はジョギング中の哲夫をドライブに誘い、車中で哲夫に強姦されてしまう。千加は哲夫の勤務するスタンドに現れ、「強姦魔の佐川哲夫」とからかう。店に来ないよう釘を刺す哲夫だったが、千加が気になるあまり、よそ見運転をして客の自動車を壊してしまい、上司の土屋と衝突。店を解雇されてしまう。哲夫は腹いせに『パラダイス』の来客を暴行し、警察官に見咎められ、その場に居合わせた千加とともに逃走。2人は肉体関係を結ぶ。千加が東野の子を宿していることを知った哲夫は東野を強請にかけ50万円を要求するが、東野は歯牙にもかけず、哲夫は東野を殴打してしまう。その帰り、哲夫は大沢の妻・春恵と出会い、大沢の自宅に赴く。大沢は春恵のへそくりを持ち出し、止めようとする春恵と哲夫に暴行をはたらく。大沢が出て行ったあと、哲夫は勢いで春恵と肉体関係を結んでしまう。その後、千加の遊び仲間である不良の青年たちが『パラダイス』に来店。哲夫は彼らに20万円という法外な料金を吹っかけ、激怒した青年たちに袋叩きにされてしまう。青年たちは店内を破壊し、大沢の妻で妊娠中の春恵にも暴行。春恵を流産させてしまう。怒り狂った哲夫は千加を再び強姦する。哲夫から話を聞いた大沢は単身、青年たちの溜まり場であるショットバー『ショットガン』に乗り込む。包丁を手に大沢に同行する哲夫。大沢が青年たちに袋叩きにされ、哲夫の怒りが爆発する。自らも暴行され、不良たちを包丁で刺す哲夫。血の海と化した店内でマスターが警察に通報する。呆然とたたずむ千加。マスターに哲夫の身元を糺されても「知らない」と言い張る。重傷を負った哲夫は自宅から郷里の母親に電話をかける。母を気遣う哲夫は傷だらけの体で日課のジョギングに出かける。彼の行く手には刑事たちが待ち受けているのであった。

## キャスト
- 佐川哲夫：本間優二
- 森千加：蜷川有紀
- 花田春恵：永島暎子
- 大沢修造：益富信孝
- スタンドの上司・土屋：花上晃
- 工藤：中平哲仟
- 中年男：織田俊彦
- 田中繁雄：北見敏之
- ケイ子：梓ようこ
- ひとみ：高原リカ
- 牧俊次：無双大介
- 井上宏：鈴木秋夫
- 中原道男：高瀬将嗣
- 村井和彦：栩野幸知
- 大杉樹夫：アパッチけん
- スタンドの同僚A：粟津號
- スタンドの同僚B：森洋二
- ショットバーのマスター：小松明義
- 海の家のおばちゃん：木内千鶴留
- 旅館の仲居：油井かおり
- 渡辺寿美
- 東野悦子：小畠絹子
- 東野保彦：岡田英次

## スタッフ
- プロデューサー：岡田裕
- アシスタントプロデューサー：成田尚哉
- 脚本：神波史男
- 撮影：米田実
- 照明：野口素胖
- 録音：小野寺修
- 美術：中澤克巳
- 編集：川島章正
- 助監督：池田敏春
- 色彩計測：杉本一海
- 現像：東洋現像所
- 主題曲・挿入歌：アリス
- 製作進行：三浦増博
- 監督：根岸吉太郎
- 技斗：高瀬将嗣
- 以下、映画本編ではノンクレジット。
  - 企画：佐々木志郎
  - 音楽：甲斐八郎
  - スチール：目黒祐司

## 主題歌・挿入歌
- 主題歌：『狂った果実』
- 挿入歌：『指』
  - 作詞：谷村新司　作曲：堀内孝雄　唄・演奏：アリス

## 同時公開
- 『女子大生の基礎知識 ANO ANO』
  - 監督：小原宏裕
  - 脚本：金子成人、中原俊弘
  - 原作：霜村真澄、宮村裕子
  - 出演：青地公美、森村陽子、太田あや子、亜湖